# Endomondo

Logo Endomondo intero

Endomondo è stata un'applicazione social fitness creata da Endomondo LLC e attualmente gestita da Endomondo Aps per tracciare le attività fisiche dei suoi utenti tramite smartphone e web app.

## Storia
Endomondo è stata pubblicata nel 2007 con l'obbiettivo di motivare le persone durante la loro attività fisica.
Nel febbraio 2015 Endomondo è stato comprato da Under Armour per 85 milioni di dollari. Endomondo, ora, ha circa 20 milioni di utenti
Il nome attuale della società che lo possiede è Endomondo ApS
Il 31 dicembre 2020 è stata definitivamente dismessa.
Endomondo poteva tracciare numerose attività fisiche e parametri come velocità, distanza, durata e calorie. Il software poteva analizzare le performance e dare consigli.